# Дух из бомбоњере
Дух из бомбоњере је трећи студијски албум поп-фолк певача Бојана Бјелића издат 2008. године за Гранд продакшн. Објављен је у тиражу од 120 000 примерака.
Поред Јелене Живановић и Зорана Живановића, на овом албуму радили су и Марина Туцаковић, Мирза Лубодер, Филип Милетић и Милош Рогановић. Једна од песама са албума "Љубав нема боље дане" је снимљена по тексту песника Душка Трифуновића, док је песму "Мало на кратко" компоновао грчки композитор Христодолус Сиганос.
Снимљен је музички спот за песму "Чипка црвена" инспирисан историјским филмом 300 , где је Бојан глумио Спартанца.

## Списак песама
1. Дух из бомбоњере
2. Чипка црвена
3. У натури
4. Брате
5. Пролазна криза
6. Посрнула
7. Крвопија
8. Љубав нема боље даље
9. Мало на кратко
10. Блок 45